# كاتدرائية أني
كاتدرائية أني (بالأرمنية: Անիի մայր տաճար) هي كاتدرائية قديمة تتواجد في مدينة آني في تركيا المتاخمة لحدود أرمينيا، وتعتبر من أقدم الكنائس الأرمنية وألتي بنيت أنذاك في القرن الحادي عشر أثناء عصر حكم سلالة باغراتوني وقد تم تصميمها من قبل المعماري الأرمني تردات، بعد احتلال السلاجقة للمدينة تم تحويلها إلى مسجد قبل أن يتم إرجاعها ككنيسة، تأثرت الكاتدرائية في زلزال 1319 وفي زلزال أرمينيا 1988، يرى الخبراء أن المبنى كان متأثر بالطراز القوطي، في سنة 2016 تم ضم المبنى ضمن لائحة التراث العالمي.

## معرض صور

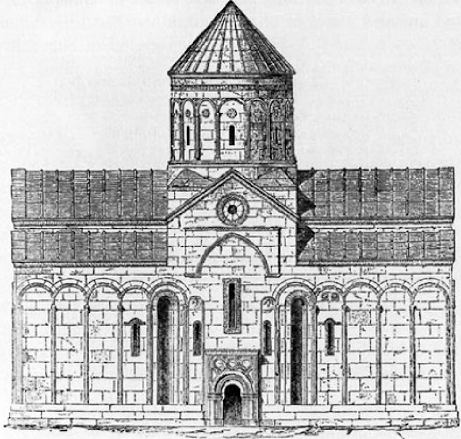
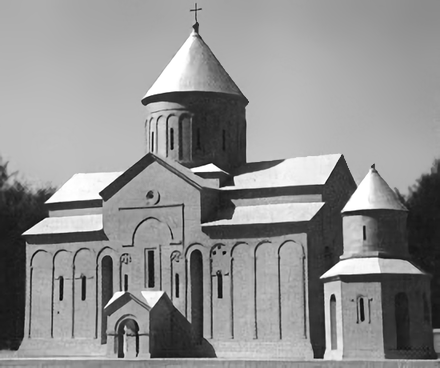
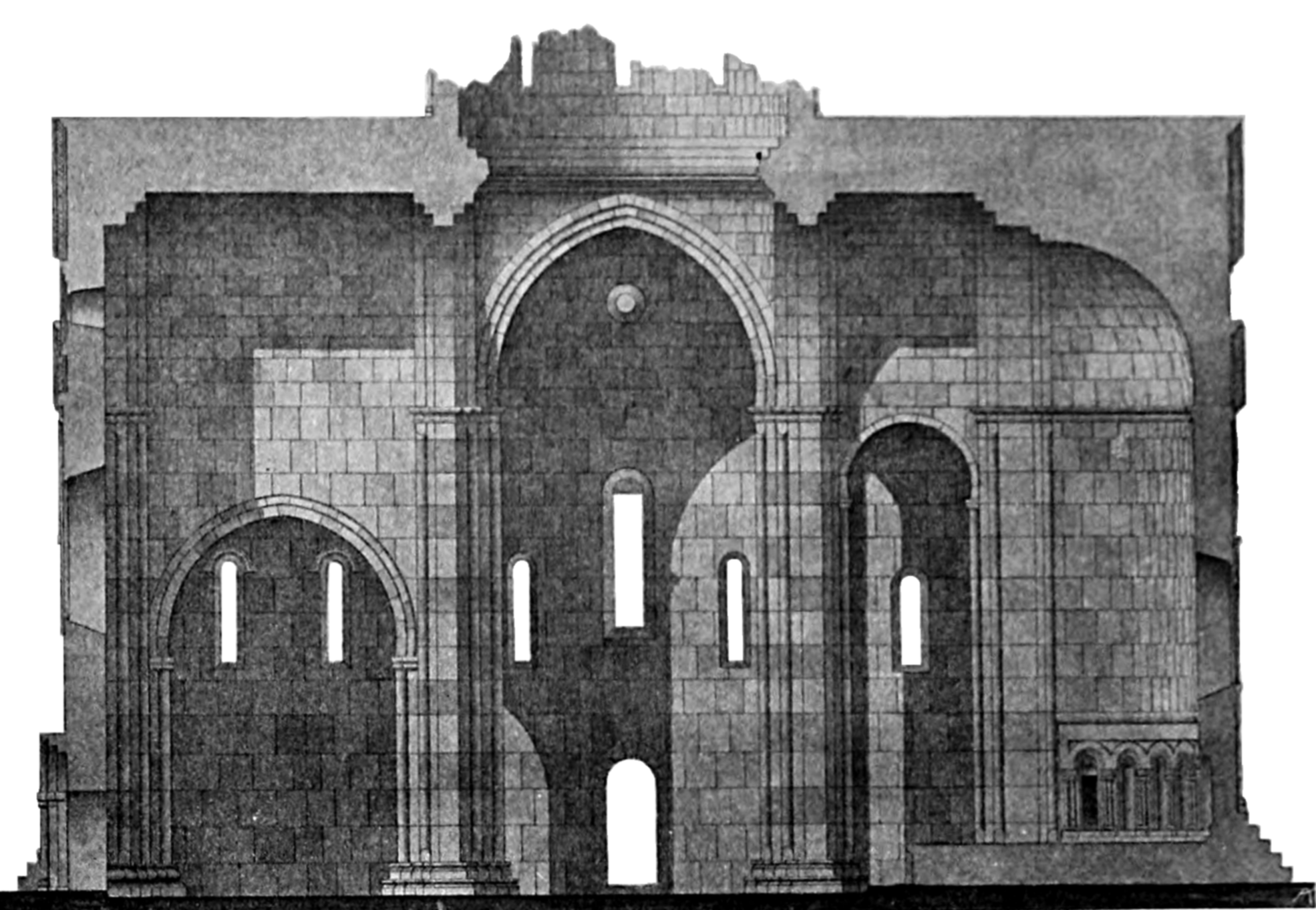
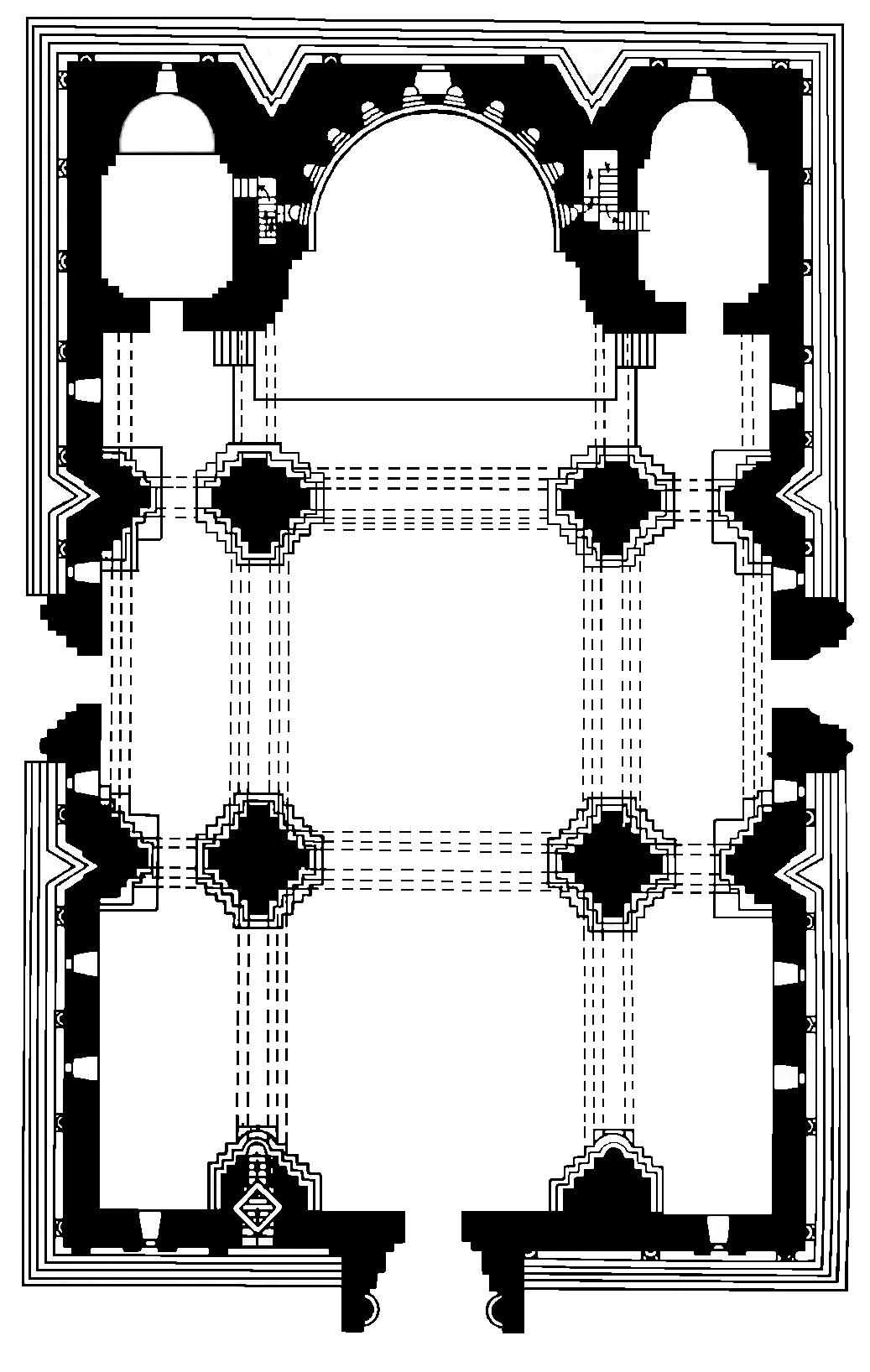
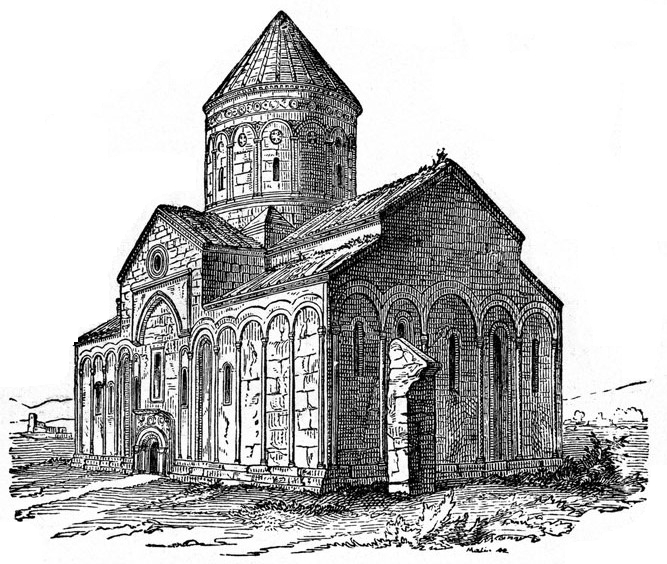